# لويس لوبيز (لاعب كرة قاعدة أمريكي)
لويس لوبيز (بالإنجليزية: Luis Lopez)‏ هو لاعب كرة قاعدة أمريكي، ولد في 1 سبتمبر 1964 في بروكلين في الولايات المتحدة.

## وصلات خارجية
- لويس لوبيز على موقع الدوري الياباني لكرة القاعدة (الإنجليزية)
- لويس لوبيز على موقعبيزبول رفرنس.كوم (الدوري الرئيسي) (الإنجليزية)
- لويس لوبيز على موقعبيزبول رفرنس.كوم (الدوري الثانوي) (الإنجليزية)
- لويس لوبيز على موقع مشجعي الرسوم البيانية (الإنجليزية)